# حمود السمه
حمود علي عبد الله السمه هو مغني وملحن وشاعر يمني. وهو ابن الفنان اليمني الراحل علي عبد الله السمه. مواليد1979م ذمار.
له الكثير من الاغاني التي اشتهرت محليا وعربيا مثل: (انتي روحي)، (أدور راحتك)، (بك أو بغيرك شاعيش)، (الله يعين العاشق)، (غايب حبيبي سنه)، (قد فقدته موت)، (في وسط قلبي)، (ما قلت لي مشتاق اشوفك)، (مع الأسف بعت روحي لك)، (كذاب وانا داري)، (خاطرك حبي مسافر) وغيرها.

## الألبومات
صدر له ألبومان:
صاحب الليل 2005
1. اين الحبيب
2. غاني
3. قلبي الجريح
4. صدق صدق
5. ساكن بوادي الدور
6. مسكين من
7. لاتفكر
8. صاد قلبي

جاملني 2007
1. سمير الليل
2. ياطبيب القلوب
3. يامتوج
4. شاعز نفسي
5. يا أهل الهواء
6. طول الليالي
7. لاتفكر
8. شابكي
9. يافاتني
10. كلموني